# UCI-BMX-Freestyle-Weltcup 2025
Beim UCI-BMX-Freestyle-Weltcup 2025 werden durch die Union Cycliste Internationale die Weltcupsieger im BMX-Freestyle ermittelt.

## Ablauf
Der Weltcup 2025 wird wie in den Vorjahren durch die Hurricane Company im Auftrag der UCI im Rahmen der FISE World Series organisiert. Er besteht aus drei Runden in Montpellier, Shanghai und Sakai. In allen drei Runden werden jeweils die beiden von der UCI anerkannten Freestyle-Varianten Park und Flatland durchgeführt.
- Montpellier: 28. Mai–1. Juni
- Shanghai: 16.–19. Oktober
- Sakai: 27.–30. November

Die Wettkämpfe gehen jeweils über mehrere Tage, wobei der letzte Tag dem Finale gewidmet ist. Ein Sieg zählt 1000 Punkte für das Gesamtklassement. Bei der Anlage in Sakai handelt es sich um die der olympischen Freestyle-Wettkämpfe 2021, die in Sakai wieder aufgebaut wurde.

## Park Männer
| # | Datum        | Ort         | Erster             | Zweiter          | Dritter      |
| - | ------------ | ----------- | ------------------ | ---------------- | ------------ |
| 1 | 1. Juni      | Montpellier | Marcus Christopher | Anthony Jeanjean | Dylan Hessey |
| 2 | 19. Oktober  | Shanghai    |                    |                  |              |
| 3 | 30. November | Sakai       |                    |                  |              |

## Park Frauen
| # | Datum        | Ort         | Erste     | Zweite       | Dritte         |
| - | ------------ | ----------- | --------- | ------------ | -------------- |
| 1 | 1. Juni      | Montpellier | Sun Sibei | Miharu Ozawa | Hannah Roberts |
| 2 | 19. Oktober  | Shanghai    |           |              |                |
| 3 | 30. November | Sakai       |           |              |                |

## Flatland Männer
| # | Datum        | Ort         | Erster   | Zweiter      | Dritter     |
| - | ------------ | ----------- | -------- | ------------ | ----------- |
| 1 | 1. Juni      | Montpellier | Yu Shoji | Julien Baran | Yu Katagiri |
| 2 | 19. Oktober  | Shanghai    |          |              |             |
| 3 | 30. November | Sakai       |          |              |             |

## Flatland Frauen
| # | Datum        | Ort         | Erste        | Zweite         | Dritte      |
| - | ------------ | ----------- | ------------ | -------------- | ----------- |
| 1 | 1. Juni      | Montpellier | Yui Kiyomune | Sona Yoshimura | Nina Suzuki |
| 2 | 19. Oktober  | Shanghai    |              |                |             |
| 3 | 30. November | Sakai       |              |                |             |